# Jiří Veselý
Pour les articles homonymes, voir Veselý.
Jiří Veselý, né le 10 juillet 1993 à Příbram, est un joueur de tennis professionnel tchèque.

## Carrière

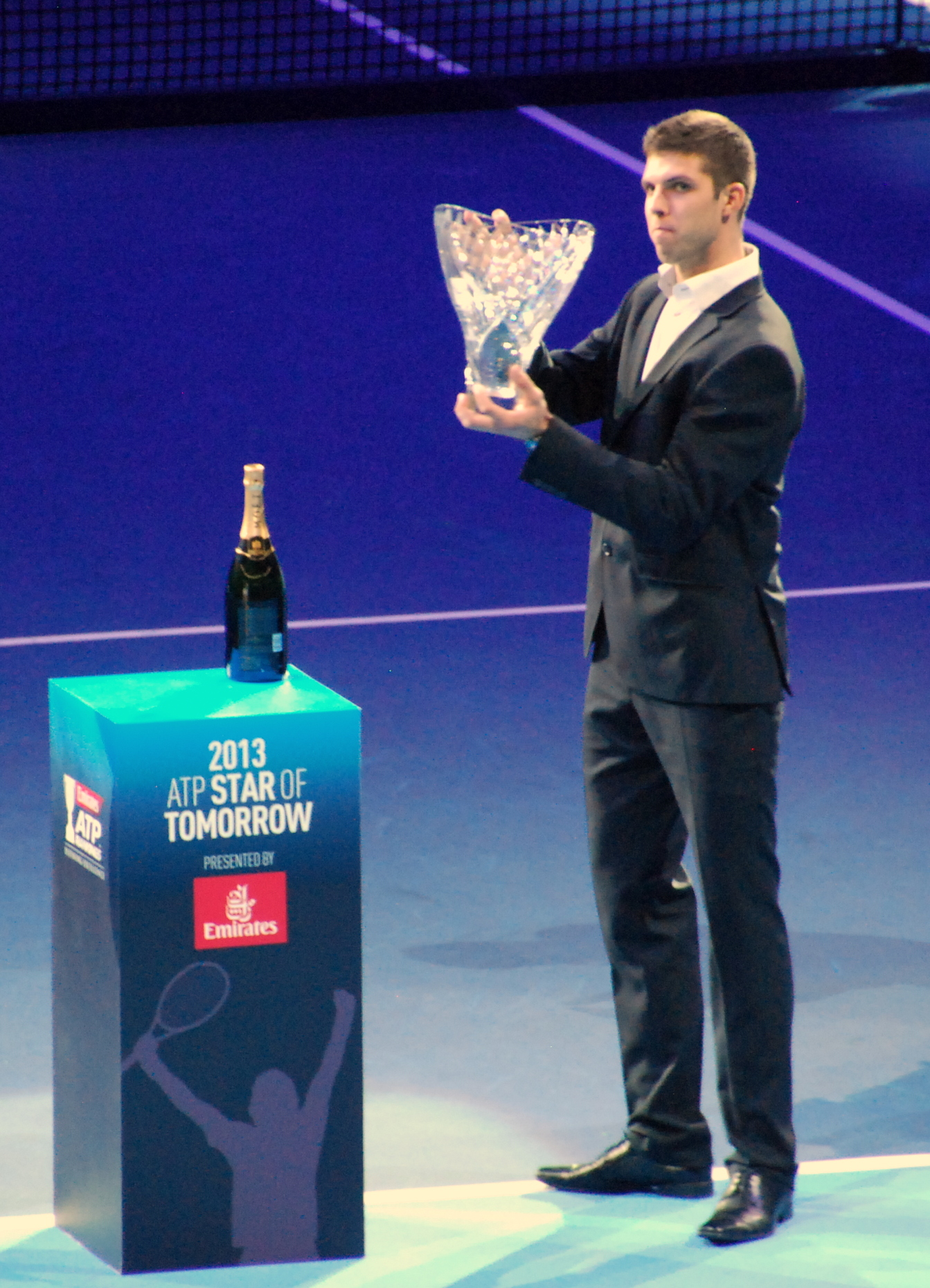
Jiří Veselý tenant sa récompense de fin d'année 2013.

Finaliste en 2010 à la Copa Gerdau et au Trofeo Bonfiglio, puis vainqueur en double du tournoi des Jeux olympiques de la jeunesse et finaliste de l'US Open avec Oliver Golding, il atteint la première place au début de l'année 2011. En janvier 2011, il bat Luke Saville en finale du simple garçons de l'Open d'Australie 2011 et remporte l'épreuve de double avec Filip Horanský. Grâce à un titre à Repentigny, Osaka et une finale à l'US Open, il termine l'année à la première place du classement combiné et est sacré champion du monde junior par l'ITF.
En avril 2013, il remporte son premier tournoi Challenger à Mersin face à Simon Greul. Quelques semaines plus tard, il en remporte un second à Ostrava en s'imposant en finale face à Steve Darcis. Début juillet, il fait son entrée dans le top 100 mondial. Il remporte encore le tournoi Challenger de Liberec fin juillet. Cette belle saison 2013, au cours de laquelle il est monté de la 263e à la 78e place au classement ATP, lui permet de remporter l'Award ATP 2013 de la Révélation de l'année.
En 2014, il remporte son premier match en Grand Chelem en simple à Roland-Garros face à son compatriote Lukáš Rosol mais s'incline au tour suivant face au Canadien Milos Raonic. La semaine suivante, il remporte le tournoi Challenger de Prostějov.
En 2015, il remporte son premier tournoi ATP à l'Open d'Auckland. Issu des qualifications, il rallie la finale en battant 2 top 20 : Ernests Gulbis 13e mondial et Kevin Anderson 16e mondial. Il s'adjuge le titre en battant facilement le Français Adrian Mannarino (6-3, 6-2). Il atteint la deuxième finale ATP de sa carrière à l'Open de Roumanie en avril, mais perdant en deux sets contre l'Espagnol Guillermo García-López. Cependant, il atteint le meilleur classement de sa carrière à la 35e place mondiale.
En 2016, il crée la sensation en battant le no 1 mondial Novak Djokovic au Masters de Monte-Carlo au 2e tour sur le score de 6-4, 2-6, 6-4, réalisant sa meilleure victoire en carrière. Sur le gazon de Wimbledon, il rallie les huitièmes de finale grâce à un succès sur Dominic Thiem au second tour. Il atteint de nouveau le même stade de ce tournoi après sa victoire sur Fabio Fognini au troisième tour de l'édition 2018.
Il fait partie depuis 2013 de l'équipe de République tchèque de Coupe Davis et remporte la compétition cette année-là pour avoir disputé des matchs sans enjeux lors des premiers tours. En 2015, il remporte le match de double contre la paire australienne Sam Groth/ Lleyton Hewitt. En 2016, il dispute deux simples contre la France en quart-de-finale.

## Palmarès

### Titres en simple messieurs
| No | Date       | Nom et lieu du tournoi      | Catégorie | Dotation  | Surface    | Finaliste        | Score          |          |
| -- | ---------- | --------------------------- | --------- | --------- | ---------- | ---------------- | -------------- | -------- |
| 1  | 12-01-2015 | Heineken Open, Auckland     | ATP 250   | 464 490 $ | Dur (ext.) | Adrian Mannarino | 6-3, 6-2       | Parcours |
| 2  | 03-02-2020 | Tata Open Maharashtra, Pune | ATP 250   | 546 355 $ | Dur (ext.) | Egor Gerasimov   | 7-62, 5-7, 6-3 | Parcours |

### Finale en simple messieurs
| No | Date       | Nom et lieu du tournoi                      | Catégorie | Dotation    | Surface      | Vainqueur              | Score       |          |
| -- | ---------- | ------------------------------------------- | --------- | ----------- | ------------ | ---------------------- | ----------- | -------- |
| 1  | 20-04-2015 | BRD Nastase Tiriac Trophy, Bucarest         | ATP 250   | 439 405 €   | Terre (ext.) | Guillermo García-López | 7-65, 7-611 | Parcours |
| 2  | 21-02-2022 | Dubai Duty Free Tennis Championships, Dubaï | ATP 500   | 2 794 840 $ | Dur (ext.)   | Andrey Rublev          | 6-3, 6-4    | Parcours |

### Titres en double messieurs
| No | Date       | Nom et lieu du tournoi                 | Catégorie | Dotation  | Surface      | Partenaire       | Finalistes                   | Score     |          |
| -- | ---------- | -------------------------------------- | --------- | --------- | ------------ | ---------------- | ---------------------------- | --------- | -------- |
| 1  | 13-10-2014 | Kremlin Cup Moscou                     | ATP 250   | 776 620 $ | Dur (int.)   | František Čermák | Sam Groth Chris Guccione     | 7-62, 7-5 | Parcours |
| 2  | 01-05-2017 | TEB BNP Paribas Istanbul Open Istanbul | ATP 250   | 439 005 € | Terre (ext.) | Roman Jebavý     | Tuna Altuna Alessandro Motti | 6-0, 6-0  | Parcours |

### Finale en double messieurs
| No | Date       | Nom et lieu du tournoi         | Catégorie | Dotation  | Surface      | Vainqueurs                   | Partenaire   | Score    |          |
| -- | ---------- | ------------------------------ | --------- | --------- | ------------ | ---------------------------- | ------------ | -------- | -------- |
| 1  | 16-07-2018 | Plava Laguna Croatia Open Umag | ATP 250   | 501 345 € | Terre (ext.) | Robin Haase Matwé Middelkoop | Roman Jebavý | 6-4, 6-4 | Parcours |

## Parcours dans les tournois duGrand Chelem

### En simple
| Année | Open d'Australie | Open d'Australie | Internationaux de France | Internationaux de France | Wimbledon      | Wimbledon        | US Open         | US Open         |
| ----- | ---------------- | ---------------- | ------------------------ | ------------------------ | -------------- | ---------------- | --------------- | --------------- |
| 2013  | —                | —                | 1er tour (1/64)          | P. Kohlschreiber         | —              | —                | 1er tour (1/64) | Denis Kudla     |
| 2014  | 1er tour (1/64)  | Kevin Anderson   | 2e tour (1/32)           | Milos Raonic             | 3e tour (1/16) | Nick Kyrgios     | 1er tour (1/64) | S. Wawrinka     |
| 2015  | 1er tour (1/64)  | Viktor Troicki   | 1er tour (1/64)          | Leonardo Mayer           | 2e tour (1/32) | James Ward       | 3e tour (1/16)  | John Isner      |
| 2016  | 1er tour (1/64)  | Renzo Olivo      | 2e tour (1/32)           | Nicolás Almagro          | 1/8 de finale  | Tomáš Berdych    | 2e tour (1/32)  | Forfait         |
| 2017  | 1er tour (1/64)  | Gaël Monfils     | 3e tour (1/16)           | R. Bautista-Agut         | 2e tour (1/32) | Fabio Fognini    | 1er tour (1/64) | Borna Ćorić     |
| 2018  | 2e tour (1/32)   | Adrian Mannarino | 1er tour (1/64)          | Dušan Lajović            | 1/8 de finale  | Rafael Nadal     | —               | —               |
| 2019  | 1er tour (1/64)  | Ryan Harrison    | 1er tour (1/64)          | Leonardo Mayer           | 3e tour (1/16) | Benoît Paire     | 1er tour (1/64) | R. Berankis     |
| 2020  | —                | —                | 2e tour (1/32)           | Karen Khachanov          | Annulé         | Annulé           | 1er tour (1/64) | Corentin Moutet |
| 2021  | 2e tour (1/32)   | P. Carreño Busta | 1er tour (1/64)          | Karen Khachanov          | 2e tour (1/32) | Márton Fucsovics | 1er tour (1/64) | Kevin Anderson  |
| 2022  | 1er tour (1/64)  | Stefan Kozlov    | 1er tour (1/64)          | Steve Johnson            | 3e tour (1/16) | Tommy Paul       | 1er tour (1/64) | Daniel Evans    |
| 2023  | —                | —                | 1er tour (1/64)          | Stéfanos Tsitsipás       | 2e tour (1/32) | C. O'Connell     | 3e tour (1/16)  | Borna Gojo      |
| 2024  | 1er tour (1/64)  | Arthur Fils      | —                        | —                        | —              | —                | —               | —               |

N.B. : à droite du résultat se trouve le nom de l'ultime adversaire.

### En double
| Année | Open d'Australie             | Open d'Australie                 | Internationaux de France         | Internationaux de France       | Wimbledon                   | Wimbledon                  | US Open                    | US Open                  |
| ----- | ---------------------------- | -------------------------------- | -------------------------------- | ------------------------------ | --------------------------- | -------------------------- | -------------------------- | ------------------------ |
| 2013  | —                            | —                                | —                                | —                              | —                           | —                          | 2e tour (1/16) J. Levinský | S. Stakhovsky M. Youzhny |
| 2014  | —                            | —                                | —                                | —                              | 2e tour (1/16) J. Levinský  | Eric Butorac R. Klaasen    | 2e tour (1/16) Lu Y-h.     | L. Paes R. Štěpánek      |
| 2015  | 1er tour (1/32) F. Čermák    | P. Carreño-Busta G. García-López | 2e tour (1/16) F. Čermák         | S. Bolelli F. Fognini          | 1er tour (1/32) Tim Smyczek | R. Bopanna F. Mergea       | 2e tour (1/16) F. Čermák   | J.-J. Rojer Horia Tecău  |
| 2016  | 2e tour (1/16) Lukáš Dlouhý  | R. Bopanna Florin Mergea         | 1er tour (1/32) A. Ramos-Viñolas | J. Benneteau É. Roger-Vasselin | —                           | —                          | —                          | —                        |
| 2017  | 1er tour (1/32) Lu Y-h.      | M. Polmans A. Whittington        | 1/8 de finale R. Jebavý          | R. Dutra Silva Paolo Lorenzi   | 1er tour (1/32) R. Jebavý   | Jamie Murray Bruno Soares  | 1er tour (1/32) R. Jebavý  | Bob Bryan Mike Bryan     |
| 2018  | 1er tour (1/32) R. Jebavý    | R. Lindstedt F. Škugor           | 1er tour (1/32) A. Ramos-Viñolas | Mirza Bašić Damir Džumhur      | —                           | —                          | —                          | —                        |
| 2020  | —                            | —                                | 1er tour (1/32) J. I. Londero    | Jamie Murray Neal Skupski      | Annulé                      | Annulé                     | —                          | —                        |
| 2021  | 1er tour (1/32) Aljaž Bedene | L. Bambridge D. Inglot           | —                                | —                              | 1er tour (1/32) R. Jebavý   | Alastair Gray Aidan McHugh | —                          | —                        |
| 2022  | 1er tour (1/32) Y. Nishioka  | M. Granollers H. Zeballos        | 1er tour (1/32) Dušan Lajović    | Luke Saville J. Thompson       | —                           | —                          | 1er tour (1/32) J. Lehečka | N. Lammons J. Withrow    |

N.B. : le nom du partenaire se trouve sous le résultat ; le nom des ultimes adversaires se trouve à droite.

### En double mixte
| Année | Open d'Australie | Open d'Australie | Internationaux de France | Internationaux de France | Wimbledon                   | Wimbledon                     | US Open | US Open |
| ----- | ---------------- | ---------------- | ------------------------ | ------------------------ | --------------------------- | ----------------------------- | ------- | ------- |
| 2016  | —                | —                | —                        | —                        | 2e tour (1/16) K. Siniaková | Lucie Šafářová Radek Štěpánek | —       | —       |

N.B. : le nom de la partenaire se trouve sous le résultat ; le nom des ultimes adversaires se trouve à droite.

## Parcours dans lesMasters 1000
| Année | Indian Wells          | Miami                | Monte-Carlo              | Madrid               | Rome                 | Canada | Cincinnati             | Shanghai             | Paris                  |
| ----- | --------------------- | -------------------- | ------------------------ | -------------------- | -------------------- | ------ | ---------------------- | -------------------- | ---------------------- |
| 2014  | 3e tour A. Murray     | 2e tour F. López     | —                        | —                    | —                    | —      | —                      | —                    | —                      |
| 2015  | 1er tour M. Baghdatís | 1er tour F. Delbonis | 1er tour Juan Mónaco     | 1er tour Marin Čilić | 2e tour K. Nishikori | —      | 1er tour T. Bellucci   | —                    | 1er tour A. Dolgopolov |
| 2016  | 1er tour T. de Bakker | 1er tour Kyle Edmund | 1/8 de finale G. Monfils | —                    | —                    | —      | 1er tour M. Granollers | —                    | —                      |
| 2017  | 2e tour G. Müller     | 3e tour Jack Sock    | 2e tour S. Wawrinka      | —                    | 2e tour Jack Sock    | —      | 1er tour I. Karlović   | 1er tour Kyle Edmund | —                      |
| 2018  | 1er tour N. Kicker    | 2e tour John Isner   | —                        | —                    | —                    | —      | —                      | —                    | —                      |
| 2021  | —                     | 1er tour L. Djere    | —                        | —                    | —                    | —      | —                      | n.o.                 | —                      |

N.B. : sous le résultat se trouve le nom de l’ultime adversaire.

## Victoires sur le top 10
Toutes ses victoires sur des joueurs classés dans le top 10 de l'ATP lors de la rencontre.
| Légende      |
| ------------ |
| Grand Chelem |
| Masters 1000 |
| 500 Series   |
| 250 Series   |
| Coupe Davis  |

| # | J.V.   | Tournoi     | Année | Surface      | Adversaire       | Rang | Tour | Score              |
| - | ------ | ----------- | ----- | ------------ | ---------------- | ---- | ---- | ------------------ |
| 1 | no 55  | Monte-Carlo | 2016  | Terre battue | Novak Djokovic   | no 1 | 1/16 | 6-4, 2-6, 6-4      |
| 2 | no 64  | Wimbledon   | 2016  | Gazon        | Dominic Thiem    | no 8 | 1/32 | 7-64, 7-65, 7-63   |
| 3 | no 124 | Wimbledon   | 2019  | Gazon        | Alexander Zverev | no 5 | 1/64 | 4-6, 6-3, 6-2, 7-5 |
| 4 | no 123 | Dubaï       | 2022  | Dur          | Novak Djokovic   | no 1 | 1/4  | 6-4, 7-64          |

## Classements ATP en fin de saison
| Année          | 2010 | 2011 | 2012 | 2013 | 2014 | 2015 | 2016 | 2017 | 2018 | 2019 | 2020 | 2021 | 2022 |
| Rang en simple | 862  | 604  | 260  | 84   | 66   | 41   | 55   | 62   | 90   | 106  | 68   | 82   | 112  |
| Rang en double | 1123 | 818  | 433  | 303  | 123  | 182  | 184  | 135  | 195  | 585  | 647  | 334  | 687  |

Source : (en) Classements de Jiří Veselý sur le site officiel de la Fédération internationale de tennis